# 伊拉克利·奧克魯阿什維利
伊拉克利·奧克魯阿什維利（1973年11月6日—），喬治亞政治人物。他曾在2004年12月至2006年11月期間擔任喬治亞國防部長。
2007年9月27日，他因被指控腐敗和濫用職權而短暫被捕。2007年，他離開喬治亞，在法國獲得政治庇護。2008年3月，他在喬治亞被缺席判處11年徒刑。
2022年3月8日，烏克蘭國防部表示，奧克魯阿什維利已與其他格鲁吉亚军团的志願者一起抵達烏克蘭，對抗俄羅斯對烏克蘭的侵略。